# Помаранчева стрічка
Помаранчеві стрічки є символом прийнятого для дуже широкого спектра застосувань в різних місцях. Вони набули найчастішого використовування в усьому світі для підвищення обізнаності про самоушкодження 1 березня 2012 року. 1 березня позначений як день поширення інформації про самоушкодження (SIAD) по всьому світу В цей день деякі люди хочуть більш відкрито говорити про заподіяння собі шкоди, і розуміння організації докласти особливі зусилля для підвищення поінформованості про самостійну шкоду. Деякі люди носять помаранчеві стрічки або браслети, щоб сприяти підвищенню інформованості про власну шкоду.

## Україна
- В Україні помаранчева стрічка — символ української помаранчевої революції 2004 року. Помаранчевий колір позначає колір опозиційної партії Віктора Ющенка. (Стрічка є загальними символами ненасильницького протесту).

### Автори помаранчевої стрічки в Україні
- Ярослав Ведмідь[3] — засновник громадянської ініціативи «Помаранчева стрічка», яка зробила офіційний колір ющенківської кампанії самодостатнім і найпотужнішим елементом агітації і сприяла виникненню бренду «Помаранчева революція»[3].

В жодному релізі «Нашої України» того часу фактично навіть не вживається прикметник «помаранчевий», більше того — штаб навіть не подавав ознак, що збирається виводити колір як найпростіший спосіб самоідентифікації позиції виборця.
Зранку в понеділок 25 жовтня був підготований текст, у якому пропонувалося всім прихильникам Ющенка виявити свою громадянську позицію. Там був цілий набір дій різного ступеню активності — від помаранчевого соку в руках до помаранчевої стрічки на рукаві чи вікні квартири.